# Bình Minh, Tây Ninh
Bình Minh là một phường thuộc tỉnh Tây Ninh, Việt Nam.

## Địa lý
Phường Bình Minh nằm nằm ở khu vực trung tâm của khu vực Tây Ninh cũ, có vị trí địa lý:
- Phía đông giáp xã Tân Phú, xã Dương Minh Châu và phường Ninh Thạnh
- Phía tây giáp xã Trà Vong và xã Châu Thành
- Phía nam giáp phường Tân Ninh và phường Ninh Thạnh
- Phía bắc giáp xã Trà Vong và xã Tân Phú

Phường Bình Minh có diện tích 105,35 km², dân số năm 2025 là 55.010 người.

## Hành chính
Phường Bình Minh được chia thành 22 khu phố: Bàu Lùn, Bình Trung, Đồng Cỏ Đỏ, Giồng Cà, Giồng Tre, Kinh Tế, Ninh An, Ninh Bình, Ninh Lộc, Ninh Tân, Ninh Trung, Ninh Phú, Ninh Thọ, Ninh Thành, Tân Lập, Tân Hòa, Tân Phước, Tân Trung, Thạnh Hiệp, Thạnh Đông, Thạnh Lợi, Thạnh Trung.

## Lịch sử
Ngày 26 tháng 9 năm 1981, Hội đồng Bộ trưởng ban hành Quyết định số 93-HĐBT về việc thành lập xã Bình Minh.
Ngày 29 tháng 12 năm 2013, Chính phủ ban hành Nghị quyết số 135/NQ-CP về việc thành lập thành phố Tây Ninh thuộc tỉnh Tây Ninh. Xã Bình Minh trực thuộc thành phố Tây Ninh.
Năm 2025, theo Nghị quyết số 1682/NQ–UBTVQH15 đã sắp xếp toàn bộ diện tích tự nhiên và quy mô dân số phường Ninh Sơn, các xã Tân Bình, Bình Minh, Thạnh Tân thuộc thành phố Tây Ninh và một phần các xã Suối Đá, xã Phan thuộc huyện Dương Minh Châu thành phường Bình Minh.